# Luis de Requesens y Zúñiga
Luis de Requesens y Zúñiga (Barcelona, 25 de agosto de 1528 - Bruxelas, 5 de março de 1576) foi um general, marinheiro, diplomata e político espanhol. Serviu como governador do Ducado de Milão entre 1572 e 1573 e como governador dos Países Baixos Espanhóis entre 1573 e 1576.

## Biografia
Luis de Requesens y Zúñiga nasceu em Barcelona ou  Molins de Rei,[carece de fontes?] Império Espanhol. Ele e seu irmão Juan de Zúñiga y Requesens (vice-rei de Nápoles entre 1579 e 1582, eram filhos de Juan de Zúñiga y Avellaneda, tutor do rei Filipe II, e de Estefanía de Requesens. Casou-se com Gerónima Esterlich y Gralla, filha de Francisco Gralla, "Maestre Racional" ou Controlador-Chefe de Finanças na Catalunha.
No início de sua carreira foi funcionário do governo e diplomata. Em 1563, ganhou a confiança do rei Filipe e foi seu representante em Roma. Em 1568, foi nomeado tenente-general de João de Áustria durante a repressão da Rebelião das Alpujarras. Também acompanhou João durante a Batalha de Lepanto, sendo sua função vigiar e controlar o seu comandante-em-chefe nominal, cujo temperamento excitável gerava desconfiança no rei.
Em 1572, Filipe o nomeou governador do Ducado de Milão, cargo geralmente atribuído a um grande nobre. Requesens era apenas um cavalheiro, embora por favor do rei fosse grande comandante da Ordem de Santiago em Castela. Foi reconhecido por ter demonstrado moderação em Milão, mas entrou em forte conflito com o arcebispo Carlos Borromeu, que assumiu a causa de seus seguidores.
Em 1573, foi nomeado por Filipe para suceder a Fernando Álvarez de Toledo, 3.º Duque de Alba como governador dos Países Baixos, então em revolta contra os espanhóis.

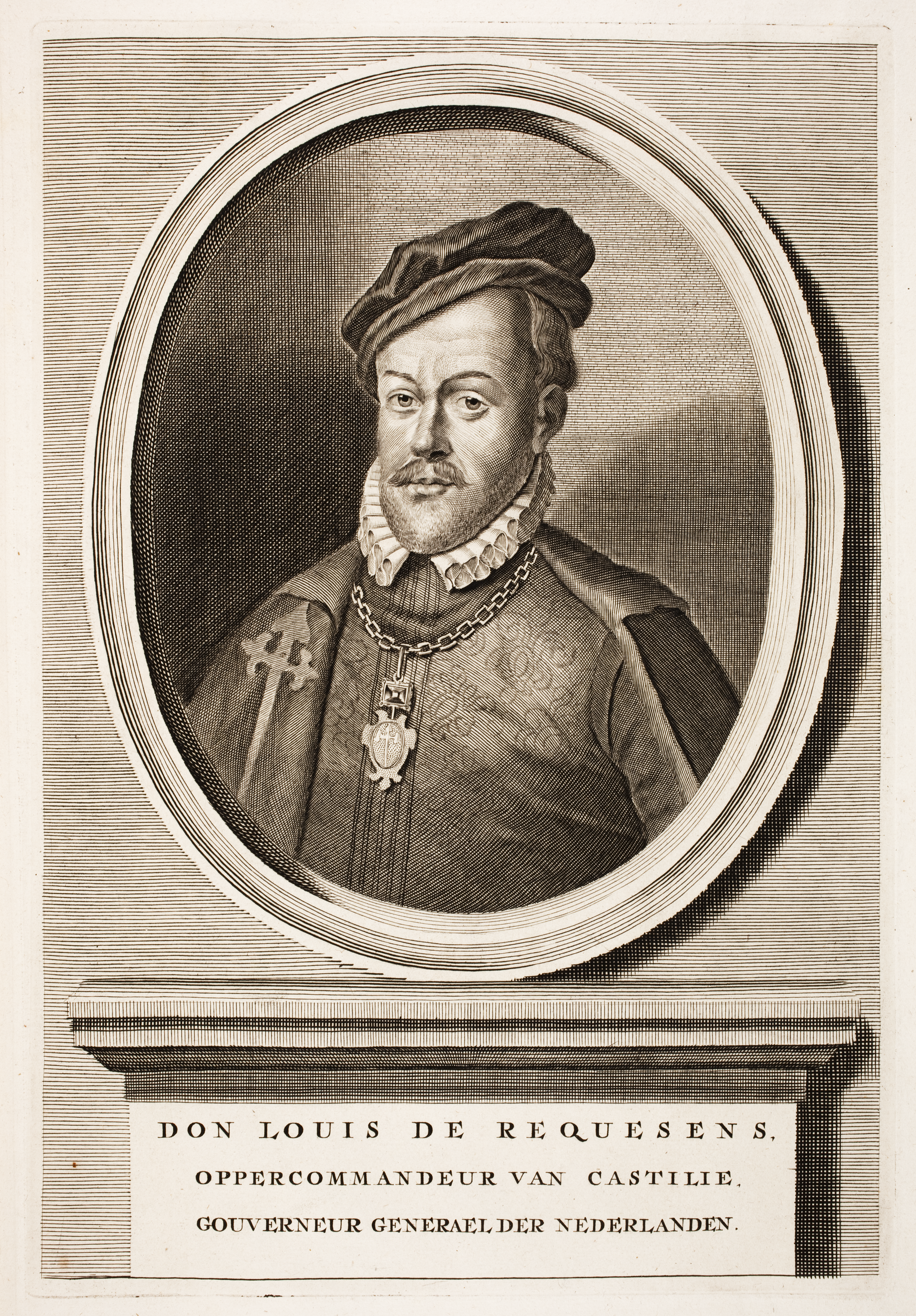
Retrato de Luis de Requesens y Zúñiga na edição de 1681 dum livro de história dos Países Baixos da autoria de Hugo Grócio (Haia)

Ele foi bastante moderado em comparação com Alba, solicitando a Filipe que concedesse uma anistia geral a todos, com exceção dos hereges persistentes, e que permitisse a emigração daqueles que não obedecessem.
O rei desejava seguir uma política mais conciliatória, sem no entanto ceder nenhum dos pontos em disputa entre ele e os revoltados holandeses. A sua situação foi agravada pelo vazio do tesouro espanhol. Requesens chegou a Bruxelas em 17 de novembro de 1573 e lançou uma nova campanha militar. Em fevereiro de 1574, os rebeldes conquistaram o porto de Midelburgo, mas o exército de Requesens obteve uma vitória contra as tropas de Luís de Nassau na Batalha de Mookerheyde, durante a qual os dois irmãos de Guilherme, o Silencioso morreram.
No entanto, neste ponto o dinheiro para financiar as suas tropas estava esgotado. Requesens teve de chegar a um acordo com Guilherme, o Silencioso, o líder da oposição flamenga, com a mediação do imperador Maximiliano II. As negociações ocorreram em Breda. Requesens declarou-se pronto para retirar as suas tropas da Flandres, mas em troca o catolicismo seria a única religião aceita. No entanto, a essa altura o protestantismo já havia ganho raízes profundas na Holanda e a proposta foi rejeitada pelos holandeses. Requesens reiniciou a campanha militar e as suas tropas ocuparam grande parte da Zelândia, mas quando Filipe interrompeu o pagamento às tropas flamengas, estas se amotinaram e as operações militares foram interrompidas durante um ano.
Requesens morreu repentinamente em Bruxelas em 1576, sendo substituído na agora totalmente caótica Holanda por João da Áustria, meio-irmão do rei Filipe II da Espanha. Seu corpo foi levado para Barcelona e enterrado no palácio de sua família.